# Limni Paralimniou
Limni Paralimniou este o arie protejată (arie specială de conservare — SAC, sit de importanță comunitară — SCI, arie de protecție specială avifaunistică — SPA) din Cipru întinsă pe o suprafață de 272,56 ha, integral pe uscat.

## Localizare
Centrul sitului Limni Paralimniou este situat la coordonatele 35°02′18″N 33°58′06″E / 35.0383°N 33.9683°E.

## Înființare
Situl Limni Paralimniou a fost declarat arie de protecție specială avifaunistică în martie 2009 pentru a proteja 78 de specii de animale. Alte tipuri de protecție:
- sit de importanță comunitară (în iunie 2009)
- arie specială de conservare (în aprilie 2015)[1][3][4]

## Biodiversitate
Situată în ecoregiunea mediteraneană, aria protejată conține 4 habitate naturale: Salicornia și alte specii anuale care populează regiunile mlăștinoase și nisipoase, Pășuni mediteraneene udate de apa mării (Juncetalia maritimi), Ape puternic oligomezotrofe cu vegetație bentonică cu Chara spp., Galerii și tufărișuri riverane sudice (Nerio-Tamaricetea și Securinegion tinctoriae).
La baza desemnării sitului se află mai multe specii protejate:
- păsări (77): lăcar mare (Acrocephalus arundinaceus), privighetoare-de-baltă (Acrocephalus melanopogon), lăcar-de-rogoz (Acrocephalus schoenobaenus), fluierar de munte (Actitis hypoleucos), pescăruș albastru (Alcedo atthis), rață sulițar (Anas acuta), rață mare (Anas platyrhynchos), fâsă-de-câmp (Anthus campestris), fâsă de luncă (Anthus pratensis), fâsă de pădure (Anthus spinoletta), fâsă de pădure (Anthus trivialis), lăstunul mare (Apus apus), egretă mare (Ardea alba), stârc roșu (Ardea purpurea), buhai de baltă (Botaurus stellaris), ciocârlie-cu-degete-scurte (Calandrella brachydactyla), fugaci mic (Calidris minuta), bătăuș (Calidris pugnax), prundăraș de sărătură (Charadrius alexandrinus),  prundaș gulerat mic (Charadrius dubius), prundaș gulerat mare (Charadrius hiaticula), chirichița cu obraz alb (Chlidonias hybrida), erete de stuf (Circus aeruginosus), gușă vânătă (Cyanecula svecica), lăstun de casă (Delichon urbicum), egretă mică (Egretta garzetta), Emberiza caesia, presură de grădină (Emberiza hortulana), muscar-gulerat (Ficedula albicollis), muscar negru (Ficedula hypoleuca), Ficedula semitorquata, lișiță (Fulica atra), becațină comună (Gallinago gallinago), Gallinago media, găinușă de baltă (Gallinula chloropus), piciorong (Himantopus himantopus), rândunică (Hirundo rustica), Iduna pallida, stârc pitic (Ixobrychus minutus), sfrâncioc roșiatic (Lanius collurio), sfrânciocul cu frunte neagră (Lanius minor), pescăruș argintiu (Larus cachinnans), pescăruș negricios (Larus fuscus), sitar de mâl (Limosa limosa), becațină mică (Lymnocryptes minimus), codobatură galbenă (Motacilla alba), codobatura galbenă (Motacilla flava), muscar sur (Muscicapa striata), stârc de noapte (Nycticorax nycticorax), cormoran mare (Phalacrocorax carbo), Phoenicopterus ruber, pitulice de munte (Phylloscopus collybita), pitulice-fluierătoare (Phylloscopus trochilus), lopătar (Platalea leucorodia), țigănuș (Plegadis falcinellus), ploier auriu (Pluvialis apricaria), ploier argintiu (Pluvialis squatarola), corcodel mare (Podiceps cristatus), corcodel-cu-gât-negru (Podiceps nigricollis), mărăcinar (Saxicola rubetra), mărăcinar negru (Saxicola torquatus), rață cârâitoare (Spatula querquedula), silvie cu cap negru (Sylvia atricapilla), silvie-mică (Sylvia curruca), silvie porumbacă (Sylvia nisoria), Sylvia ruppeli, corcodel mic (Tachybaptus ruficollis), fluierar negru (Tringa erythropus), fluierar de mlaștină (Tringa glareola), fluierar cu picioare verzi (Tringa nebularia), fluierarul de zăvoi (Tringa ochropus), fluierar de lac (Tringa stagnatilis), fluierarul cu picioare roșii (Tringa totanus), sturz-cântător (Turdus philomelos), nagâț sudic (Vanellus spinosus), Zapornia parva, Zapornia pusilla
- reptile (1): Natrix natrix cypriaca

Pe lângă speciile protejate, pe teritoriul sitului au mai fost identificate 2 specii de plante, 2 specii de păsări, 3 specii de amfibieni, 2 specii de mamifere, 1 specie de nevertebrate, 7 specii de reptile.